# Science News
Science News (Новини науки, SN) — американський двотижневий науковий журнал, присвячений статтям про нові науково-технічні розробки

## Історія
Science News видається з 1922 року Товариством науки та громадськості, некомерційною організацією, заснованою у 1920 році. Першим редактором журналу став американський хімік Едвін Слоссон. З 1922 по 1966 рокі назва журналу була Science News Letter. Назва була змінена на Science News 12 березня 1966 року.
У квітні 2008 року журнал змінився з тижневого на двотижневий формат.